# Donato Coco

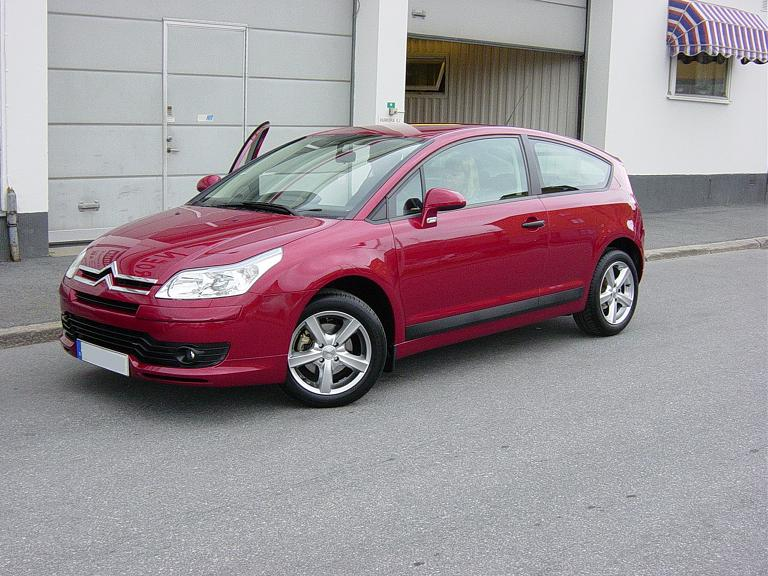
Citroën C4 coupé, presenterad 2004.

Donato Coco, född 1956, är en italiensk bildesigner. Han utbildade sig från början till arkitekt i Frankrike, men sadlade sedan om till teknisk design i och med en utbildning på Royal College of Art i London. Sedan 2005 är han chefsdesigner på Ferrari. Innan detta hade han jobbat inom PSA-gruppen med Citroën.

## Verk
- Citroën Xsara Picasso
- Citroën C2
- Citroën C3
- Citroën C4
- Peugeot 107